# Anhydrophryne ngongoniensis
Espèce
Synonymes
- Arthroleptella ngongoniensis Bishop & Passmore, 1993

Statut de conservation UICN

 EN B1ab(i,ii,iii,iv)+2ab(i,ii,iii,iv) : En danger
Anhydrophryne ngongoniensis est une espèce d'amphibiens de la famille des Pyxicephalidae.

## Répartition
Cette espèce est endémique de la province de KwaZulu-Natal en Afrique du Sud. Elle se rencontre entre 1 020 et 1 720 m d'altitude sur une surface d'environ 1 525 km2,.

## Description
Arthroleptella ngongoniensis mesure de 16 à 22 mm. Son dos varie d'une teinte sable doré à brun et présente quatre bandes de petites taches foncées. Son ventre est blanc tandis que la face interne de ses membres et sa gorge sont jaune pâle.

## Publication originale
- Bishop & Passmore, 1993 : A new species of Arthroleptella Hewiitt (Ranidae: Phrynobatrachinae) from the mist belt of the Natal Highlands, South Africa. Annals of the Transvaal Museum, vol. 36, p. 17-20 (texte intégral).